# Maharagama
Maharagama är en ort i Sri Lanka.   Den ligger i provinsen Västprovinsen, i den sydvästra delen av landet, 13 km sydost om huvudstaden Colombo. Maharagama ligger 26 meter över havet och antalet invånare är 66 576.
Terrängen runt Maharagama är mycket platt. Runt Maharagama är det mycket tätbefolkat, med 2 614 invånare per kvadratkilometer. Närmaste större samhälle är Colombo, 12,7 km nordväst om Maharagama. Omgivningarna runt Maharagama är en mosaik av jordbruksmark och naturlig växtlighet.